# Adam Cotton
Adam Cotton (né le 26 janvier 1992) est un athlète britannique, spécialiste du 1 500 mètres. 

## Biographie
Aux Championnats d'Europe juniors 2011, Adam Cotton remporte le titre sur 1 500 mètres en 3 min 43 s 98. Il devance le Norvégien Thomas Solberg Eide et l'Allemand Alexander Schwab.

### Palmarès
| Date | Compétition                   | Lieu    | Résultat | Épreuve | Performance   |
| ---- | ----------------------------- | ------- | -------- | ------- | ------------- |
| 2011 | Championnats d'Europe juniors | Tallinn | 1er      | 1 500 m | 3 min 43 s 98 |

### Records
| Épreuve      | Performance   | Lieu    | Date         |
| ------------ | ------------- | ------- | ------------ |
| 800 mètres   | 1 min 48 s 30 | Bedford | 20 juin 2010 |
| 1 500 mètres | 3 min 41 s 33 | Watford | 11 juin 2011 |